# 真智王
真智王（？—579年7月17日），姓金名舍轮（金輪），是新罗國的第25代君主。立宗葛文王與只召太后之孫，真兴王與思道王后朴氏之次子，妃為起烏公與興道夫人之女智道王后，陳大建八年即位，在位四年，579年農曆7月17日薨，諡眞智。在《三國遺事》的紀錄裡，真智王因為荒淫無道，為國人所廢。
真智王過世後，雖然有子金龍春，但是卻是由其侄子金白淨（真智王兄長銅輪太子與萬呼太后之子）繼位，即真平王。多年後其孫金春秋登上王位，也就是新羅第29代王武烈王。